# إيراسموس غوير
الاميرال السير إيراسموس غوير (مواليد 21 يونيو 1814 3 ديسمبر 1742) كان ضابط بحري بريطاني.

## عمله في البحرية
انضم غوير، البالغ من العمر 13 عامًا، إلى البحرية الملكية عام 1755 تحت رعاية عمه الكابتن جون دونكلي.
كان حاضرا في معركة خليج كويبرون تحت قيادة الأدميرال إدوارد هوك، بارون هوك الأول وخدم تحت قيادة بارون من 1764 إلى 1766.
تمت ترقيته إلى ملازم، تحت قيادة القائد فيليب كارتريت من 1766 إلى 1769. ثم خدم في جزر فوكلاند، وجزر الهند الغربية، والبحر الأبيض المتوسط، وشرق الهند و جزيرة نيوفاوندلاند حتى عام 1792.
في عام 1792، تم تعيين غوير قائداً لأول بعثة دبلوماسية بريطانية إلى الصين، ترأس هذه الحملة اللورد جورج ماكارتني.
على الرغم من أن بعثة ماكارتني عادت إلى لندن دون الحصول على أي تنازل من الصين، لكن وصفت المهمة بأنها ناجحة لأنها جلبت ملاحظات تفصيلية.
كان غوير قد خطط لزيارة سرية إلى اليابان والفلبين وسيليبس بينما كانت بعثة ماكارتني في الصين لكنه شعر بالإحباط والتراجع بسبب الظروف الجوية السيئة ونقص الإمدادات الطبية الأساسية.
تم تكليف جورج ستونتون، سكرتير السفارة، بإصدار الحساب الرسمي للبعثة بعد عودتهم. تم أخذ هذا العمل متعدد المجلدات بشكل رئيسي من أوراق اللورد ماكارتني ومن أوراق القائد غوير. كان السير جوزيف بانكس، رئيس الجمعية الملكية، مسؤولاً عن اختيار وترتيب الرسوم التوضيحية في هذا السجل الرسمي.
خلال تمردات سبيثيد ونور المدمرة في عام 1797، تم منح غوير قيادة أسطول في نهر التايمز العلوي لمعارضة أكثر من 10,000 جندي متمرد يعتقد أنهم سينتقلون إلى أعلى النهر من منطقة نور ويهاجمون لندن. في نهاية التمرد شهد في المحاكم العسكرية التي حاكمت أكثر من 400 رجل.